# Повстання босоногих
Повста́ння босоно́гих (фр. va-nu-pieds — «босоногі»; так називали себе повсталі) — велике народне повстання 1639 у Нормандії (Франція). 

## Історія
Причиною повстання було зростання податкового тягаря і погіршення становища населення. Повсталі (міський плебс і селяни), очолені Жаном Босоногим, створили дисципліновану і добре організовану армію. Нормандія фактично перебувала під їх владою. Восени 1639 повстання було придушене королівськими військами.